# Sulcarius laevipleuris
Sulcarius laevipleuris là một loài tò vò trong họ Ichneumonidae.